# Aloe immaculata
Aloe immaculata é uma espécie de liliopsida do gênero Aloe, pertencente à família Asphodelaceae.